# Aki Takahashi
Pour les articles homonymes, voir Takahashi.
Aki Takahashi (高橋 アキ, Takahashi Aki) est une pianiste japonaise spécialisée en musique contemporaine.

## Biographie
Née à Kamakura en 1944, elle commence à étudier le piano à l'âge de 5 ans et obtient son diplômé M.A. de l'Université nationale des beaux-arts et de musique de Tokyo. Parmi ses professeurs figurent Yutaka Ito, Ray Lev (en) et George Vásárhelyi. Elle présente son premier récital public en 1970 et fait ses débuts en Europe en 1972.
Elle a publié de nombreux enregistrements et de nombreux compositeurs du XXe siècle (dont John Cage, Morton Feldman, Alvin Lucier, Isang Yun, Joji Yuasa, Toshi Ichiyanagi, Carl Stone (en), Maki Ishii et Takehisa Kosugi) ont écrit des pièces à son attention.
Elle a également interprété des œuvres d'Olivier Messiaen, Pierre Boulez, Iannis Xenakis, Tōru Takemitsu et de son frère, Yūji Takahashi.
Son jeu est ainsi décrit par Morton Feldman, à l'occasion de la première de son œuvre Triadic Memories : « Aki Takahashi est très différente [de David Tudor ou Roger Woodward]. Takahashi semble être tout à fait calme, tranquille, imperturbable, comme si dans une prière concentrée ... L'effet de son jeu sur moi, c'est que je me sens privilégié d'être invité à un rituel très religieux ».
(Les remarques de Morton Feldman sur Takahashi sont tirées des notes de pochette pour son enregistrement de Triadic Memories, ALM Records ALCD 33).
Elle a effectué de nombreuses tournées à travers les États-Unis, en Europe et en Asie, et a servi comme artiste en résidence à l'Université d'État de New York à Buffalo en 1980 - 1981. Elle a été professeur invité au California Institute of the Arts en 1984 et 1985.